# Bedekaspeler Marsch
Bedekaspeler Marsch ist ein Ort in Ostfriesland, der aus einzelnen Höfen besteht. Er zählte zur Gemeinde Bedekaspel, ehe er am 1. Juli 1972 mit dieser zu einem Ortsteil von Südbrookmerland wurde. Der Ort wird erstmals 1616 als Marsca urkundlich genannt. Aus dem Jahre 1823 ist die Bezeichnung Bedecaspeler Marsch überliefert. Der Ortsname bezeichnet das zu Bedekaspel gehörige Marschgebiet zwischen dem Großen Meer und dem Loppersumer Meer. Im Jahre 1848 lebten in Bedekaspeler Marsch 59 Einwohner, die sich auf neun Häuser verteilten.